# 橘紗モカ
橘紗 モカ（きっさ もか、7月31日‐）は、日本の女性声優。東京都出身。東京俳優生活協同組合（俳協）所属。

## 略歴
俳協ボイス61期生（2022年）を経て、2022年4月より東京俳優生活協同組合に所属。
2023年9月28日に声優アイドル総合プロジェクト「ツボミシンフォニー」のユニット「H4K」のメンバーとして活動を開始。

## 人物
特技はジャズダンス、バドミントン、水泳。趣味は観劇、カラオケ。